# Balelli
Lo studio fotografico Balelli fu attivo a Macerata dal 1851 al 1972, gestito da tre generazioni di fotografi: Carlo Balelli (1817–1883), il figlio Alfonso (1862–1937) ed il nipote Carlo (1894–1981).

## Una dinastia di fotografi

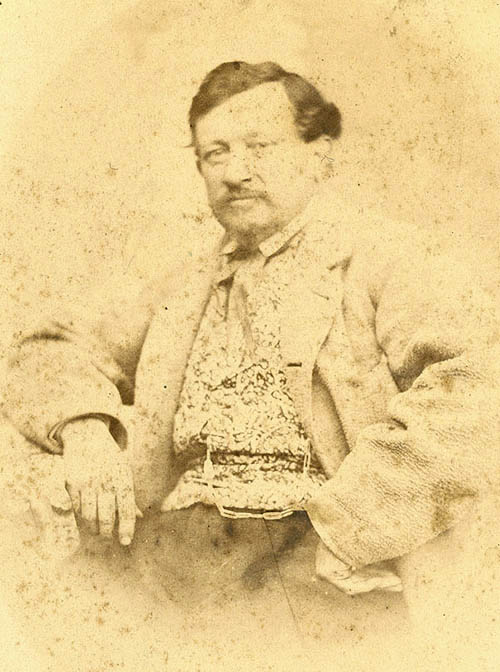
Carlo Balelli (1817-1883)

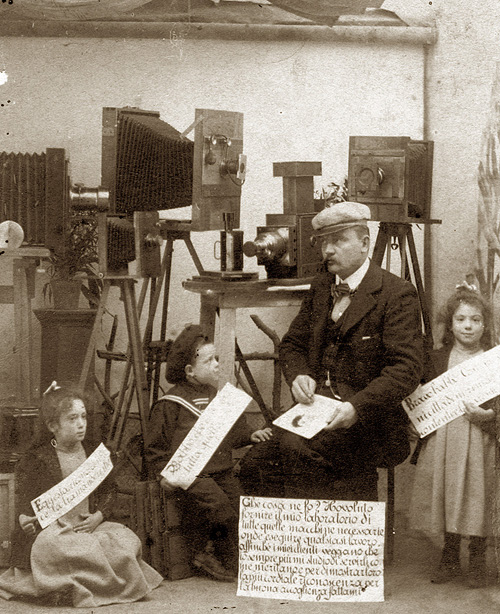
Alfonso Balelli ed i figli nel 1898

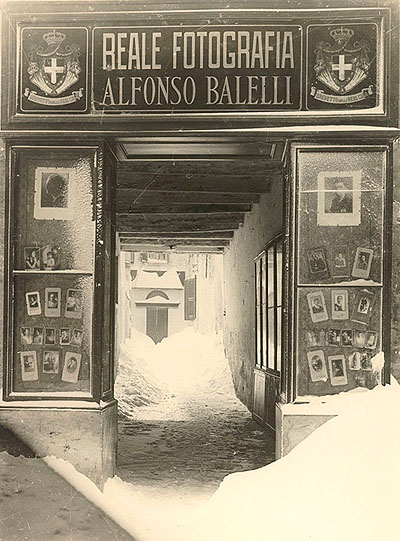
Studio fotografico a Macerata

### Carlo Balelli (1817-1883)
Carlo Balelli (Faenza, 1817 – Macerata, 1883) intorno al 1851 si trasferisce da Faenza a Macerata, dove sposa Marianna Rodi e apre uno studio fotografico professionale, affiancato da un'attività commerciale.

### Alfonso Balelli (1862-1937)
Alfonso Balelli (Macerata, 1862 – Macerata, 1937) dopo aver esercitato la professione di fotografo a Reggio Calabria e a Novara, ritorna a Macerata per raccogliere l'eredità paterna e gestire lo studio. 
Si assicura una vasta clientela grazie alla sua preparazione tecnica, al gusto e all'intelligenza con cui esercita la sua professione. Ritrattista di talento,è pienamente inserito nel contesto socio-culturale di Macerata e della provincia e lascia un'ampia testimonianza riguardante gli avvenimenti politici e culturali, gli spettacoli, le manifestazioni religiose e folcloristiche. Fornisce inoltre un'ampia documentazione sull'architettura urbana e le sue trasformazioni, le istituzioni pubbliche e le attività commerciali, gli usi e i costumi.

### Carlo Balelli (1894-1981)
Figlio di Alfonso, rileva lo studio di Macerata nel 1929, e ne prosegue l'attività fino al 1972.

## Fondi fotografici Balelli
L'archivio fotografico dello studio Balelli è suddiviso tra la Biblioteca comunale Mozzi Borgetti di Macerata, la Biblioteca statale di Macerata e gli eredi di Carlo Balelli. Il Centro studi "Carlo Balelli" per la storia della fotografia, dal 2009, ha avviato progetti per la valorizzazione dei fondi in accordo con le istituzioni che li conservano.